# 中国驻乌克兰大使列表

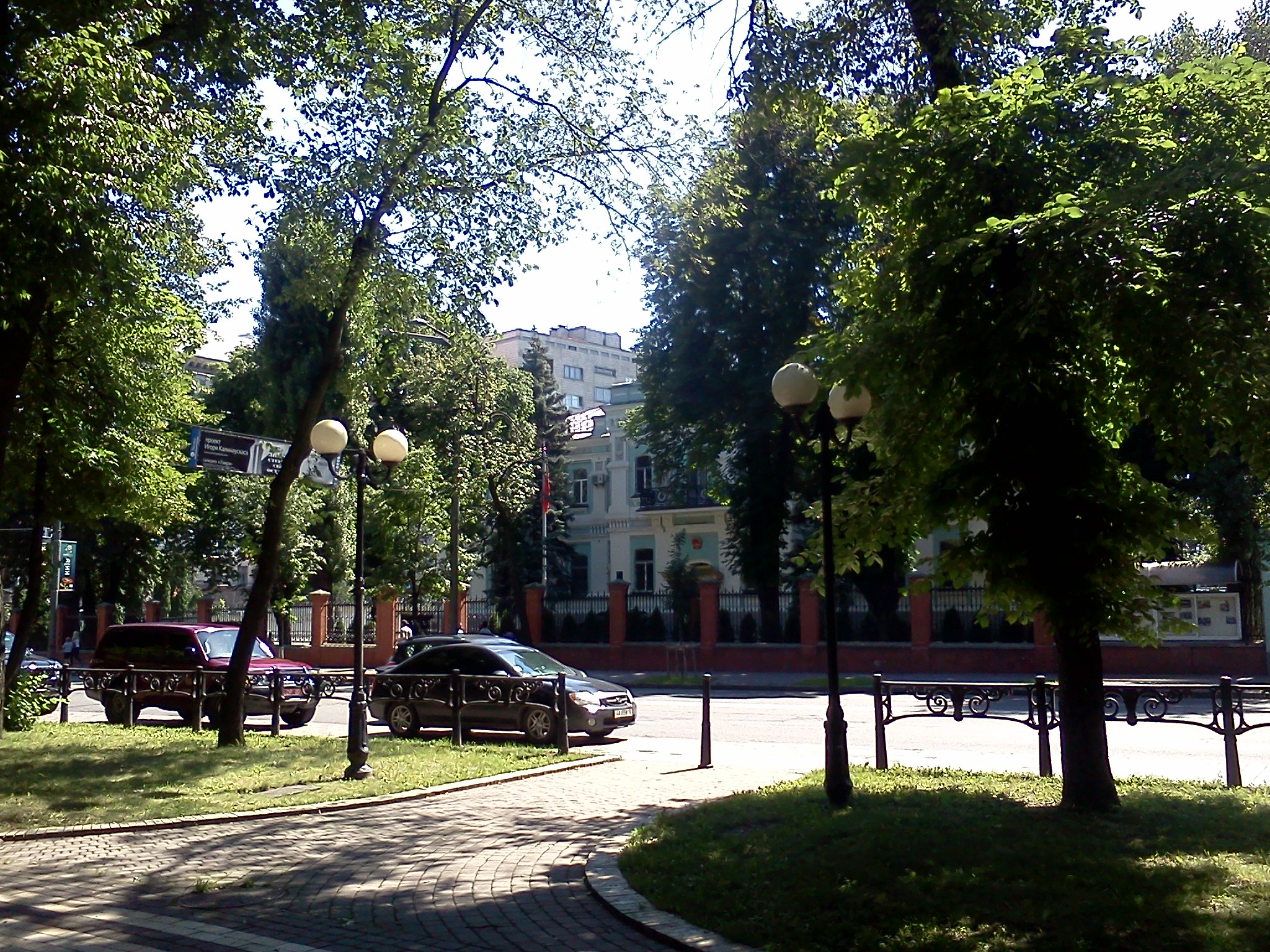
中國駐烏克蘭大使館

本列表为中華人民共和國驻乌克兰历任大使名录。

## 历任中国驻乌克兰大使

### 中华人民共和国驻乌克兰大使（1992年至今）
1992年1月4日，乌克兰与中华人民共和国建交。2月，中国设立中国驻乌克兰大使馆。
| 姓名   | 任命           | 任命           | 到任           | 递交国书       | 免职           | 免职           | 离任           | 外交衔级 | 外交职务     | 备注     |
| 姓名   | 全国人大常委会 | 主席           | 到任           | 递交国书       | 全国人大常委会 | 主席           | 离任           | 外交衔级 | 外交职务     | 备注     |
| ------ | -------------- | -------------- | -------------- | -------------- | -------------- | -------------- | -------------- | -------- | ------------ | -------- |
| 于振起 | 不適用         | 不適用         | 1992年2月27日  | 1992年2月28日  | 不適用         | 不適用         | 1992年5月      | 参赞     | 临时代办     | 筹备开馆 |
| 张震   | 1992年2月25日  | 1992年3月25日  | 1992年5月      | 1992年5月20日  | 1994年12月29日 | 1995年6月2日   | 1995年3月      | 大使     | 特命全权大使 |          |
| 潘占林 | 1994年12月29日 | 1995年6月2日   | 1995年5月      | 1995年5月31日  | 1997年12月29日 | 1998年6月23日  | 1998年4月      | 大使     | 特命全权大使 |          |
| 周晓沛 | 1997年12月29日 | 1998年6月23日  | 1998年7月      | 1998年7月7日   | 2000年7月8日   | 2000年12月4日  | 2000年10月     | 大使     | 特命全权大使 |          |
| 李国邦 | 2000年7月8日   | 2000年12月4日  | 2000年11月     | 2000年11月28日 | 2003年4月26日  | 2003年11月18日 | 2003年9月      | 大使     | 特命全权大使 |          |
| 姚培生 | 2003年4月26日  | 2003年11月18日 | 2003年11月8日  | 2003年12月18日 | 2005年7月1日   | 2006年3月2日   | 2005年10月     | 大使     | 特命全权大使 |          |
| 高玉生 | 2005年7月1日   | 2006年3月2日   | 2005年11月     | 2005年12月14日 | 2006年10月31日 | 2007年3月9日   | 2007年1月      | 大使     | 特命全权大使 |          |
| 周力   | 2006年10月31日 | 2007年3月9日   | 2007年3月2日   | 2007年4月10日  | 2010年2月26日  | 2010年8月6日   | 2010年4月      | 大使     | 特命全权大使 |          |
| 张喜云 | 2010年2月26日  | 2010年8月6日   | 2010年7月27日  | 2010年8月27日  | 2016年2月26日  | 2016年6月6日   | 2016年5月      | 大使     | 特命全权大使 |          |
| 杜伟   | 2016年2月26日  | 2016年6月6日   | 2016年6月6日   | 2016年6月14日  | 2019年10月26日 | 2020年3月3日   | 2019年12月29日 | 大使     | 特命全权大使 |          |
| 范先荣 | 2019年12月28日 | 2020年3月3日   | 2020年2月27日  | 2020年3月24日  |                | 2024年11月26日 | 2024年11月     | 大使     | 特命全权大使 |          |
| 马升琨 |                | 2024年11月26日 | 2024年11月20日 | 2024年12月23日 | 现任           |                |                | 大使     | 特命全权大使 |          |